# Moviment Nacional Democràtic Amhara
El Moviment Nacional Democràtic Amhara (Amhara National Democratic Movement ANDM) és un partit polític d'Etiòpia afiliat al governant Front Democràtic Revolucionari Popular Etíop. A les eleccions legislatives del 2005, els darreres en què va participar l'oposició, va concórrer com a part del Front el qual va obtenir 327 del 527 escons del Parlament Popular. A les regionals de l'agost del mateix any va obtenir 188 del 294 escons de la Regió Amhara. El president és Addisu Legesse i el vicepresident Tefera Walwa

## Història
Fou fundat el novembre de 1981 per 37 militants comunistes escindits del Partit Revolucionari Popular Etíop (EPRP); l'acte fundacional es va fer al palau Tekrarwuha, sota control del Front Popular d'Alliberament de Tigre. El nom fou aleshores el de Moviment Popular Democràtic Etíop (Ethiopian people’s Democratic Movement EPDM). Els 37 pensaven que enderrocar al Derg amb actes terroristes a les ciutats era molt improbable, però es podia aconseguir mitjançant una lluita rural prolongada. Durant cinc mesos van estar discutint el programa i entrenant-se, i al cap de cinc mesos, a la primavera del 1982, van començar la lluita armada a la província de Waghimar, regió de Wollo.
Dins d'un breu període, el moviment va poder alliberar la província de Waghimra del jou del Derg. En celebrar el seu primer aniversari ja controlava el nord-est de Wollo excepte Korem. Els oficials de Derg que equivocadament assumien l'esfondrament de l'EPRP com el final de lluita multiètnica, es van veure molt contrariats per l'establiment i l'èxit de l'EPDM. Aquest va reeixir a mantenir-se viu i actiu després de tots els intents pel Derg de colpejar-lo. Després de tres anys de lluita, amb un cert nombre de desenvolupaments positius tant dins del moviment com en les vides de la gent, l'EPMD va convocar la seva primera conferència organitzativa a la província de Waghimra, en un lloc nomenat Jerba Yohannes, el novembre de 1983. Aquesta conferència, que va durar vuit dies, va revisar les activitats polítiques prèvies dels moviments i les decisions essencials aprovades que eren instrumentals per al seu èxit en el futur. Després de valorar les seves activitats organitzatives per mitjà d'extensos seminaris i conferències (entre febrer de 1989 i juny de 1989), l'EPMD va convocar la seva segona conferència organitzativa el juny de 1989 en una cova coneguda com a Taba. D'aquesta conferència l'EPDM en va sortir com una força revolucionària forta. La conferència va establir directius fermes sobre la necessitat de la coordinació de totes les capacitats per enderrocar el Derg. Finalment va aconseguir el seu objectiu el maig de 1991.
Després de 13 anys amb un nom multiètnic, el moviment va convocar la seva tercera conferència organitzativa a Bahir Dar el gener de 1994 i sense canviar la seva posició democràtica revolucionària canviava el seu nom a Moviment Nacional Democràtic Amhara i fou establert com a moviment ètnic amhara. El moviment ha dirigit després fins a vuit conferències organitzatives.

## Banderes
La primera bandera fou adoptada a la fundació i seguia el model de l'època, vermella, quadrada amb l'emblema en groc. A finals dels anys noranta la bandera fou modificada; els colors tradicionals amhares eren el groc i vermell, però foren disposats de manera a remarcar la vinculació amb el Front Popular d'Alliberament de Tigre, i així el triangle de la bandera d'aquest es va dividir en dues parts, una a cada costat de la bandera; la resta fou vermella amb l'estel groc com a la bandera de Tigre (a la primera bandera no hi havia estel). La bandera fou confirmada el 1994 al canviar de nom i esdevenir una organització ètnica; el 1996 la bandera fou lleument modificada ampliant la superfície del vermell, i adoptada com a bandera regional però el partit, com va passar a altres lloc, la va mantenir i de facto la va emprar igual que la regional; s'haurien utilitzat llavors algunes variants però no s'han testimoniat. Finalment després del 2000 va agafar com a model la bandera del EPRDF i va esdevenir una monocolor (habitualment vermell, ocasionalment també groc) amb un disc al centre amb l'emblema.